# Ԫ
Ԫ, ԫ – ligatura rozszerzonej cyrylicy. Powstała poprzez połączenie liter Д oraz Ж.
Wykorzystywana była dawniej do zapisu języka osetyjskiego oraz języka komi. W obydwu wymienionych językach oznaczano nią dźwięk [dʒ].

## Kodowanie
| Znak                   | Ԫ                             | Ԫ                             | ԫ                           | ԫ                           |
| ---------------------- | ----------------------------- | ----------------------------- | --------------------------- | --------------------------- |
| Nazwa w Unikodzie      | cyrillic capital letter dzzhe | cyrillic capital letter dzzhe | cyrillic small letter dzzhe | cyrillic small letter dzzhe |
| Kodowanie              | dziesiątkowo                  | szesnastkowo                  | dziesiątkowo                | szesnastkowo                |
| Unicode                | 1322                          | U+052A                        | 1323                        | U+052B                      |
| UTF-8                  | 212 170                       | d4 aa                         | 212 171                     | d4 ab                       |
| Odwołania znakowe SGML | &#1322;                       | &#x052A;                      | &#1323;                     | &#x052B;                    |